# Палуз (Вашингтон)
Палуз (англ. Palouse) — місто (англ. city) в США, в окрузі Вітмен штату Вашингтон. Населення — 1015 осіб (2020).

## Географія
Палуз розташований за координатами 46°54′37″ пн. ш. 117°4′31″ зх. д. / 46.91028° пн. ш. 117.07528° зх. д. (46.910322, -117.075340).  За даними Бюро перепису населення США в 2010 році місто мало площу 2,79 км², уся площа — суходіл.

## Демографія
Згідно з переписом 2010 року, у місті мешкало 998 осіб у 429 домогосподарствах у складі 291 родини. Густота населення становила 358 осіб/км².  Було 474 помешкання (170/км²).
Расовий склад населення:
| - 94,4 % — білих - 1,3 % — корінних американців - 0,9 % — азіатів |

До двох чи більше рас належало 3,0 %. Частка іспаномовних становила 2,4 % від усіх жителів.
За віковим діапазоном населення розподілялося таким чином: 21,4 % — особи молодші 18 років, 64,2 % — особи у віці 18—64 років, 14,4 % — особи у віці 65 років та старші. Медіана віку мешканця становила 43,8 року. На 100 осіб жіночої статі у місті припадало 98,0 чоловіків;  на 100 жінок у віці від 18 років та старших — 92,6 чоловіків також старших 18 років.
Середній дохід на одне домашнє господарство  становив 65 350 доларів США (медіана — 57 629), а середній дохід на одну сім'ю — 73 521 долар (медіана — 60 000). Медіана доходів становила 51 250 доларів для чоловіків та 41 319 доларів для жінок. За межею бідності перебувало 17,5 % осіб, у тому числі 28,2 % дітей у віці до 18 років та 5,7 % осіб у віці 65 років та старших.
Цивільне працевлаштоване населення становило 530 осіб. Основні галузі зайнятості: освіта, охорона здоров'я та соціальна допомога — 52,5 %, роздрібна торгівля — 8,5 %, мистецтво, розваги та відпочинок — 7,2 %, виробництво — 6,8 %.